# アジール・セッション
『アジール・セッション』（The Asylum Session）は、2009年7月25日に公開された3DCGアニメーション映画。CG制作には、CGを学んでいる大学生や専門学校生が参加している。キャッチコピーは「いまだ、何者でもない、きみへ」。

## ストーリー
美大への進学を夢見ていた高校生のヒヨコは、17歳の誕生日を迎えた日、家の中から、死んだ母の描いた絵がなくなっていることに気付いた。ヒヨコは、美大進学に反対していた父が母の絵を処分したのだと思い、家を飛び出してしまう。しかし、家を飛び出したものの行くあてもなかったヒヨコは、街をうろうろしているうちに、アジール・スタジアムと呼ばれる場所に行き着いてしまう。
アジール・スタジアムは街での居場所を失った人々が集まり暮らす場所だが、立ち退きを要求する警察と日々揉めている危険な場所でもあった。その日も警察と住民が揉めていたが、そこでヒヨコは空を飛ぶ少年アキラと出会い、彼の友人たちと共にアジール・スタジアムで暮らすことになる。
後日、アジール・スタジアムでは警察との「対決」か「話し合い」かを巡って大激論が交わされていた。議論は平行線を辿るばかりで結論が見出せずにいたが、議論を聴いていた長老が、アジール・スタジアムの住民全員で近隣住民への理解を求める一大イベント「アジール・セッション」の開催を提案し、そのメインパフォーマンスとなる巨大キャンバスに絵を描く役目をアキラがやることになった。ヒヨコはアキラに絵の描き方を教えることになり、住民たちと共に「アジール・セッション」の準備を手伝うことになった。しかし、準備が大詰めを迎えた時、警察の大規模な立ち退き行動によりアジール・スタジアムが破壊され、住民たちは散り散りになってしまった。
何とか警察から逃げることに成功したアキラとヒヨコだったが、「アジール・セッション」の開催を主張するアキラと「開催なんてもう無理」と諦めてしまったヒヨコは喧嘩をしてしまい、二人はそのまま別れてしまう。ヒヨコはその後、同じく警察から逃げ延びたミョンヒと再会し、アキラが「アジール・セッション」に掛けていた想いを知らされる。その最中、仲間のオサムから「街の中心部でアキラが騒動を起こしている」という話を聞かされたヒヨコは、ミョンヒ・オサムと共に街の中心部に向かう。

## 登場人物
ヒヨコ
街の中心部で暮らす高校生。高名な画家だった母の影響から絵に興味を持ち、美大への進学を夢見ているが、警察官の父に反対されて夢に踏み出せずにいる。
アキラ
アジール・スタジアムで暮らす青年。喧嘩に強く、警察との押し問答の際には常に警察を圧倒する。
当初は「アジール・セッション」で絵を描くことに乗り気ではなかったが、ヒヨコとの交流を重ねるうちに、絵を描くことに楽しさを感じるようになる。
ミョンヒ
アジール・スタジアムで暮らす女性。アキラの友人。家出して行き場をなくしていたヒヨコをアジール・スタジアムに連れて来る。
ジン
アジール・スタジアムで暮らす青年。アキラの友人。血の気の多いアキラの引き止め役。
オサム
アジール・スタジアムで暮らす青年。アキラの友人。絵を描くのが得意。
チュンコ
アジール・スタジアムで暮らす女の子。アキラの友人。
クラタ
ヒヨコの父。警察署の刑事課長。アジール・スタジアムの取り壊し及び、スタジアム住民の立ち退きを担当している。
ミズサキ
刑事。クラタの部下。クラタの不在時には、彼に代わって警察隊の指揮を執る。

## キャスト
- アキラ - 根本正勝
- ヒヨコ - 平野綾
- クラタ - 松山タカシ
- ミョンヒ - 相橋愛子
- ジン - かねこはりい
- オサム - 高坂篤志
- チュンコ - 鮭延未可
- ミズサキ - 前田剛
- タカヤマ - 岩崎征実
- 署長 - 永野広一
- 長老 - 西松和彦
- テシガワラ - 蓮岳大
- コバヤシ - 下崎紘史
- オーナー - 内藤玲
- Pさん - 堀田勝
- シーナ - 金田アキ
- 松本忍
- 横田紘一
- 佐々木真里
- 野田愛佳

## スタッフ
- 原作、監督、脚本、CGモデリング - アオキタクト
- アニメーション - 諸井祐子、田辺富士男
- バーニアデザイン - 興石歩来
- 2Dアニメーション - 井端義秀、奈須一裕、西あすか、アオキタクト
- 絵画協力 - たつき川樹
- 写真協力 - 比嘉盛史、MUЯ
- 演技参照 - 佐野悠人、田盛辰実、畑中桃子
- 撮影 - アオキタクト
- 撮影助手 - 風見大輔
- アフレコ演出 - 小泉紀介
- 録音 - 砂押知宏
- 録音助手 - 眞下のぞみ
- 音響効果 - アオキタクト
- 音楽 - アオキタクト
- 音楽制作協力 - 石川洋
- 制作 - アオキタクト、コミックス・ウェーブ・フィルム
- 配給 - コミックス・ウェーブ・フィルム

## 主題歌・挿入歌
主題歌「オーヤシマ」
作詞・作曲・歌 - アオキタクト
挿入歌「絶対ミライ」
作詞・歌 - 伊那結子 / 作曲 - アオキタクト